# Felsődobsza
Felsődobsza község Borsod-Abaúj-Zemplén vármegye Gönci járásában.

## Fekvése
A Hernád völgyében fekszik, a megyeszékhely Miskolctól közúton 35 kilométerre északkeletre. Teljes lakott területe és közigazgatási területének túlnyomó része a folyó bal parti oldalán helyezkedik el, de egy kisebb, körülbelül 2,5 km²-nyi területrésze a túlparti oldalon található.
Itt található a Hernád kis számú magyarországi szigeteinek egyike, a Bárczay-sziget, ahol egy kisebb vízerőmű is létesült, a folyásirány szerint bal oldali folyóágban.
A közvetlenül határos települések: északkelet felől Hernádszentandrás és Pere, kelet felől Abaújszántó és Golop, délkelet felől Monok, délnyugat felől Hernádkércs, északnyugat felől pedig a Hernád jobb parti oldalán fekvő Csobád. Észak felől a legközelebbi település Ináncs, de a közigazgatási területeik (kevés híján) nem érintkeznek.

### Megközelítése
Csak közúton érhető el, Abaújszántó vagy Hernádkércs érintésével, a 3703-as úton.

## Története
A terület az őskortól lakott, ezt bronzkori leletanyag bizonyítja. Területe egyike a legtekintélyesebb kőkori telepeknek. Az úgynevezett Várdombon a neolit korból származó védmű, földvár-pogányvár maradványai tisztán kivehetőek. Dobsza szláv eredetű név, így valószínű hogy az első lakosai, akiktől a nevét kapta szlovákok voltak, Doza, Dobsa, Dompsa alakban találjuk középkori oklevelekben. A középkorban királyi birtok volt (1219), egyik dombján földvár állt. Dobsza az akkori vizsolyi kerülethez tartozott. 1332-ben már plébániája volt, Gábor dobszai plébánost említik az 1332–37 évi pápai tizedjegyzékben. A 15. század elején a Dobszai család birtoka, 1427-ben e családnak 22 jobbágy portája volt a községben. 1459-ben a község Csobádi Simon tulajdonában volt, amit (hűtlensége miatt) 1482-ben Szepesi Mihály nyert el. A török hódoltság alatt a törökök kifosztották. A községben 1715-ben csak 2 jobbágy és 2 zsellér család lakott, majd a 18. század közepén települt újra. 1720-ban vízimalmát említik. 1833-ban 118 háza, 907 római katolikus és református lakósa és egy református temploma volt. A falu bortermeléséről volt ismert, földesura a Bárczay és a Máriássy család. 1920-ig a lakosság létszáma 1347 főre emelkedett, majd a községet villamosították, vágóhidat és vízierőművet létesítettek.
Ma népszerű üdülőhely a Hernád folyó partján.

## Közélete

### Polgármesterei
- 1990–1994: Sivák Imre (független)[3]
- 1994–1998: Sivák Imre (független)[4]
- 1998–2002: Sivák Imre (független)[5]
- 2002–2006: Sivák Imre (független)[6]
- 2006–2010: Fülöp Zoltánné Bene Klára (MSZP)[7]
- 2010–2014: Luterán András (Fidesz-KDNP)[8]
- 2014–2019: Luterán András (Fidesz-KDNP)[9]
- 2019–2024: Tóth László (független)[10]
- 2024– : Luterán András (független)[1]

## Népesség
A település népességének változása:
| Lakosok száma | 930  | 916  | 937  | 869  | 815  | 825  | 822  |
|               | 2013 | 2014 | 2015 | 2021 | 2022 | 2023 | 2024 |

2001-ben a település lakosságának 70%-a magyar, 30%-a cigány nemzetiségűnek vallotta magát.
A 2011-es népszámlálás során a lakosok 82,3%-a magyarnak, 21,8% cigánynak mondta magát (17,7% nem válaszolt; a kettős identitások miatt a végösszeg nagyobb lehet 100%-nál). A vallási megoszlás a következő volt: római katolikus 52%, református 23%, görögkatolikus 1,2%, felekezeten kívüli 3,8% (19,7% nem válaszolt).
2022-ben a lakosság 89,9%-a vallotta magát magyarnak, 23,9% cigánynak, 0,2% szerbnek, 0,1-0,1% németnek, bolgárnak, szlováknak és románnak, 0,5% egyéb, nem hazai nemzetiségűnek (10,2% nem nyilatkozott; a kettős identitások miatt a végösszeg nagyobb lehet 100%-nál). Vallásuk szerint 42,3% volt római katolikus, 19,3% református, 1,5% görög katolikus, 0,2% evangélikus, 5,4% felekezeten kívüli (31,3% nem válaszolt).

## Környező települések
Hernádkércs (4 km), Kiskinizs (6 km), Nagykinizs (6 km), a legközelebbi város: Abaújszántó (9 km).